# Lokanahalli, Krishnarajpet
Lokanahalli là một làng thuộc tehsil Krishnarajpet, huyện Mandya, bang Karnataka, Ấn Độ.